# أق بلاغ عليا (خوي)
أق‌ بلاغ عليا هي قرية في مقاطعة خوي، إيران. عدد سكان هذه القرية هو 600 في سنة 2006.